# Daïra d'Ighil Ali
La daïra d'Ighil Ali est une circonscription administrative algérienne située dans la wilaya de Béjaïa et la région de Kabylie. Son chef-lieu est situé sur la commune éponyme d'Ighil Ali.
La daïra regroupe les deux communes d'Ighil Ali et Aït-R'zine.

## Géographie

### Localisation
| Akbou   | Seddouk            | Akbou              |
| Tazmalt | daïra d'Ighil Ali  | Bordj-Bou-Arreridj |
| Tazmalt | Bordj-Bou-Arreridj | Bordj-Bou-Arreridj |